# Wilhelm Busch
Heinrich Christian Wilhelm Busch (Wiedensahl, 15 april 1832 – Mechtshausen, 9 januari 1908) was een Duitse dichter, cartoonist en tekenaar. Zijn bekendste creaties zijn Max und Moritz (1865) en Die fromme Helene (1872). 

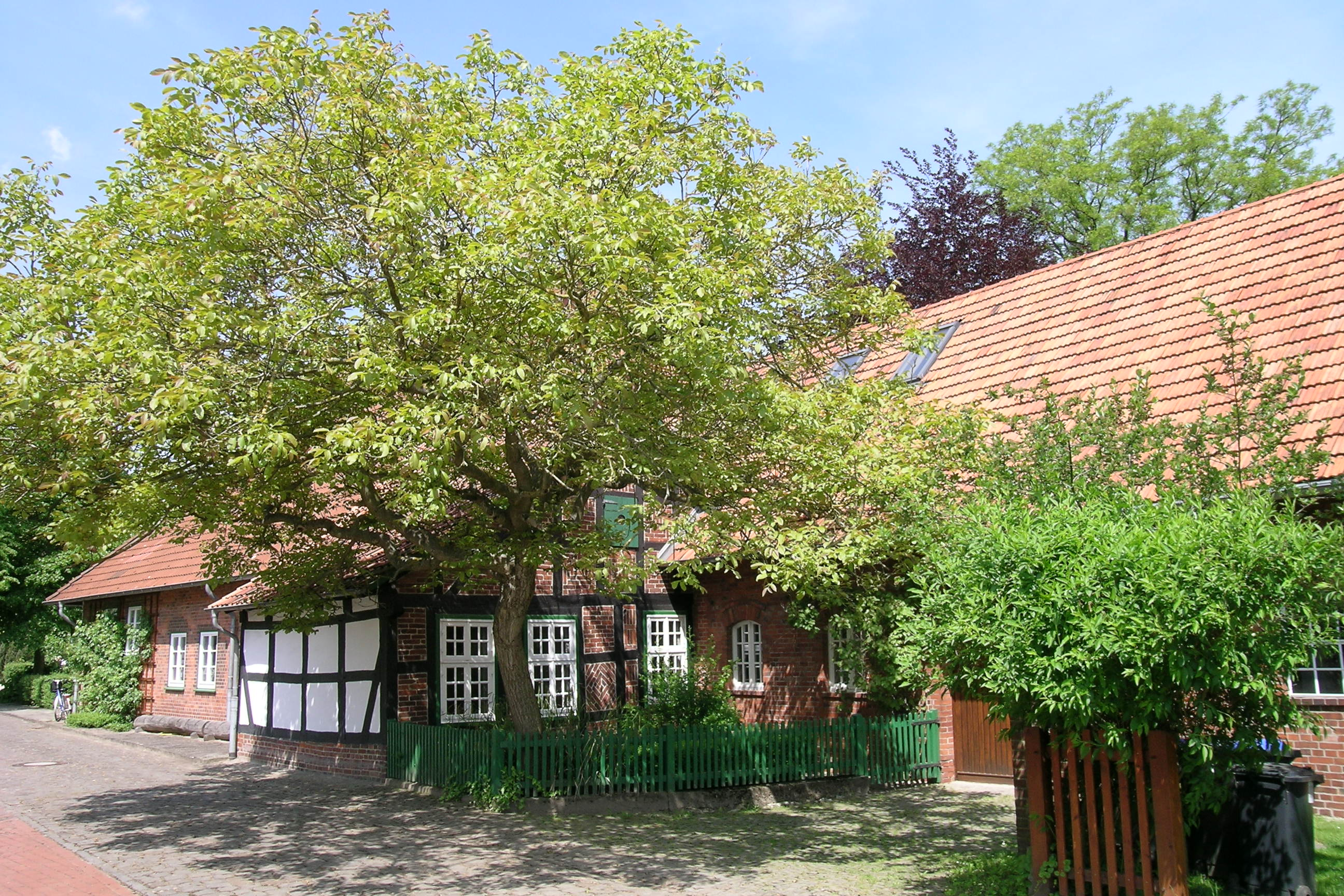
Wilhelm-Busch-Museum, in zijn geboortehuis te Wiedensahl
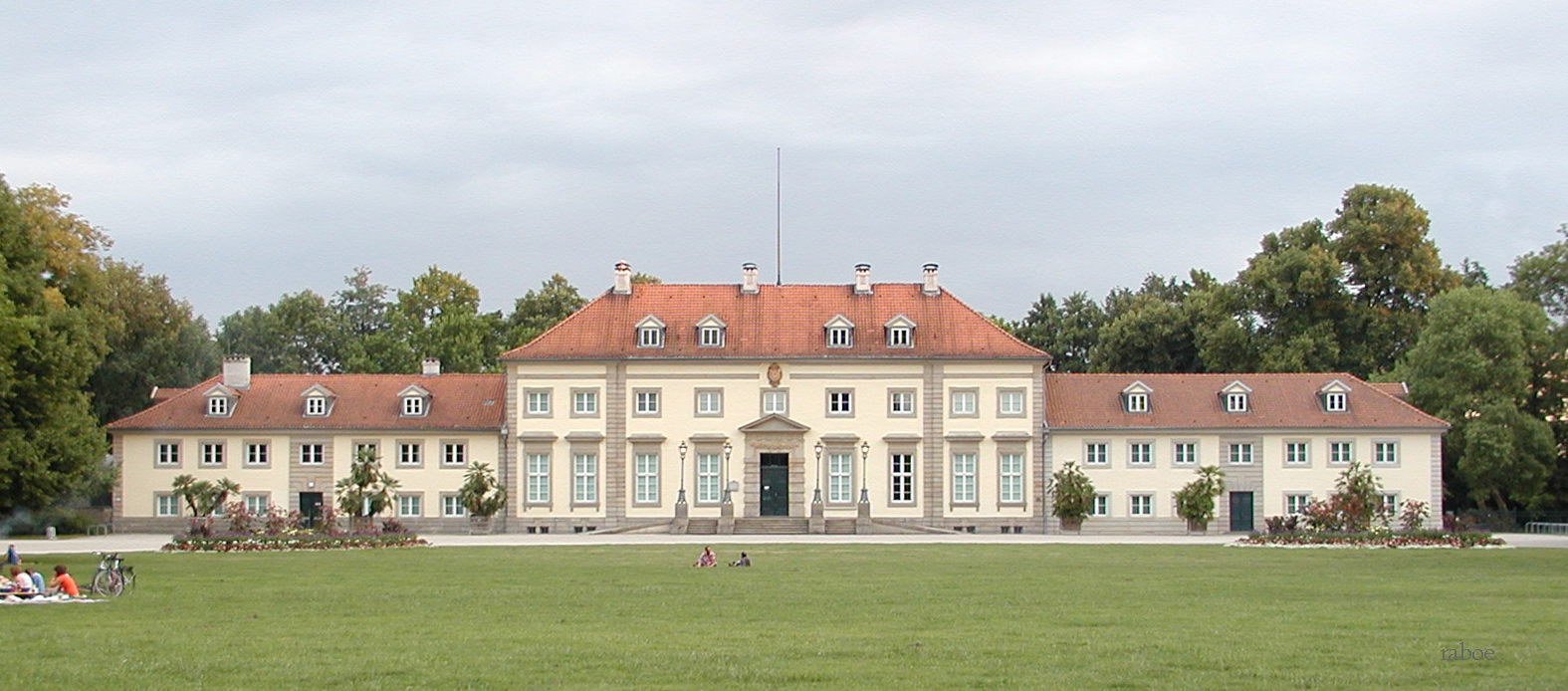
Wilhelm-Busch-Karikatur-Museum, Hannover

Er staat een, ook aan de karikatuur-, strip- en tekenkunst in het algemeen gewijd, Wilhelm-Busch-Museum, ook wel Karikatur-Museum geheten, in het voormalige Georgenpalais (bouwjaar 1780) te Hannover.
Ook het geboortehuis van Wilhelm Busch te Wiedensahl, en het huis, waar Busch, bij een neef van hem, zijn laatste levensjaren doorbracht, te Mechtshausen, fungeren als aan hem gewijde musea.

## Levensloop
Wilhelm Busch kwam uit een groot middenstandersgezin in het kleine Nedersaksische dorp Wiedensahl. Hij leerde voor ingenieur, maar ging naar Düsseldorf, Antwerpen en München om kunstschilder te worden. In zijn leven produceerde hij meer dan duizend schilderijen, maar hij werd beroemd met zijn buitengewoon grappige en verrassend moderne getekende verhalen, die zich laten lezen als een strip. Ze werden deels gepubliceerd in de Fliegende Blätter en de Münchener Bilderbogen. Busch schreef behalve de pregnante rijmende verzen bij zijn beeldverhalen ook gedichten en proza.
Zijn pessimistische, illusieloze visie op mens en wereld werd beïnvloed door Arthur Schopenhauer, zijn schrijfstijl door Heinrich Heine en zijn schilderijen vertonen invloed van de 17e-eeuwse Hollandse meesters. Veel van zijn verzen zijn gevleugelde woorden geworden, onder meer 'Vater werden ist nicht schwer, / Vater sein dagegen sehr.' Hij overleed op 9 januari 1908 op 75-jarige leeftijd.

## Beeldverhalen
- Max und Moritz (1865) over twee kwajongens met wie het slecht afloopt.
- Max en Maurits, De vrome Helena, De wijsheid in de kan, (1965) voor Nederland bewerkt door Bertus Aafjes en voorzien met de oorspronkelijke tekeningen, uitgave: A.W. Bruna Uitgevers, Zwarte Beertjes nr 780
- In Die fromme Helene (1872) neemt Busch de rooms-katholieke schijnheiligheid op de hak.
- Fipps der Affe (1879): aap die uit Afrika in Duitsland terechtkomt, met noodlottige gevolgen.
- Der Virtuos (1865): satire op pianovirtuozen als Franz Liszt.
- Adelens Spaziergang: met te veel keurigheid loopt het verkeerd af.

## Dichtbundels
- Kritik des Herzens (1874)
- Zu guter Letzt (1904)
- Schein und Sein (1909)

## Proza
- Von mir über mich (1886, autobiografie)
- Eduards Traum (1891, fantastische vertelling)
- Der Schmetterling (1895, anti-idylle)